# Руне, Хольгер
Хо́льгер Витус Нёсков Ру́не (дат. Holger Vitus Nødskov Rune, датское произношение: [ˈhʌlˀkɐ ˈviːtsʰus ˈnøðˌskʌwˀ ˈʁuːnə]; род. 29 апреля 2003, Гентофте, Дания) — датский теннисист; победитель пяти турниров ATP в одиночном разряде; победитель одного юниорского турнира Большого шлема в одиночном разряде (Открытый чемпионат Франции-2019); бывшая первая ракетка мира в юниорском рейтинге.

## Общая биография
Руне родился 29 апреля 2003 года в Гентофте в семье Андера Нёдсков и Анеке Руне. Начал играть в теннис в возрасте шести лет по примеру сестры Альма. Примерами для подражания с детства считал Рафаэля Надаля и Роджера Федерера.

## Спортивная карьера

### Юношеская карьера
В 2014 году стал чемпионом Дании в возрасте до 12 лет в смешанных парах вместе с Кларой Таусон.
В 2017 году выиграл чемпионат Европы среди юношей до 14 лет в одиночном разряде .
В 2019 году 15-летний Руне стал самым молодым чемпионом Дании по теннису, выиграв турнир в помещении.
В июне 2019 года обыграл Тоби Кодата в финале Открытого чемпионата Франции в одиночном разряде среди юношей. В том же месяце сыграл на турнире ATP в Блуа, а в июле — на Открытом чемпионате Нидерландов в Амерсфорте.

### Начало взрослой карьеры
В 2020 году 16-летний Хольгер Руне стал профессиональным теннисистом. В сентябре выиграл свой первый титул ITF на турнире M25 в Швейцарии. Всего в 2020 году сыграл в четырёх финалах турниров ITF, выиграв в трёх из них. Зимой сыграл в трёх финалах турниров ITF, выиграв один из них.
В марте 2021 года дебютировал в серии «челленджер» на турнире в Буэнос-Айресе, проиграв Альберту Рамосу Виньоласу в трёх сетах. На турнире в Сантьяго прошёл через квалификационный раунд и одержал свою первую победу в турнире ATP в матче против Себастьяна Баэса. Затем одержал свою первую победу над теннисистом в топ-30 рейтинга ATP Бенуа Пером и вышел в четвертьфинал, где уступил Федерико Дельбонису. В возрасте 17 лет стал самым молодым четвертьфиналистом турниров ATP с 2014 года.
В июне 2021 года выиграл свой первый титул на «челленджерах» на турнире в Биелле. Во время выступления на турнире допустил гомофобские высказывания, по поводу чего состоялось расследование ATP, в результате которого теннисист получил штраф.
В августе 2021 года выиграл турниры серии «челленджер» в Сан-Марино и Вероне, после чего поднялся на 145-е место в рейтинге ATP.
Руне прошёл раунд квалификации на Открытом чемпионате США 2021 года. В первом раунде турнира проиграл первой ракетке мира Новаку Джоковичу.

#### 2022 год

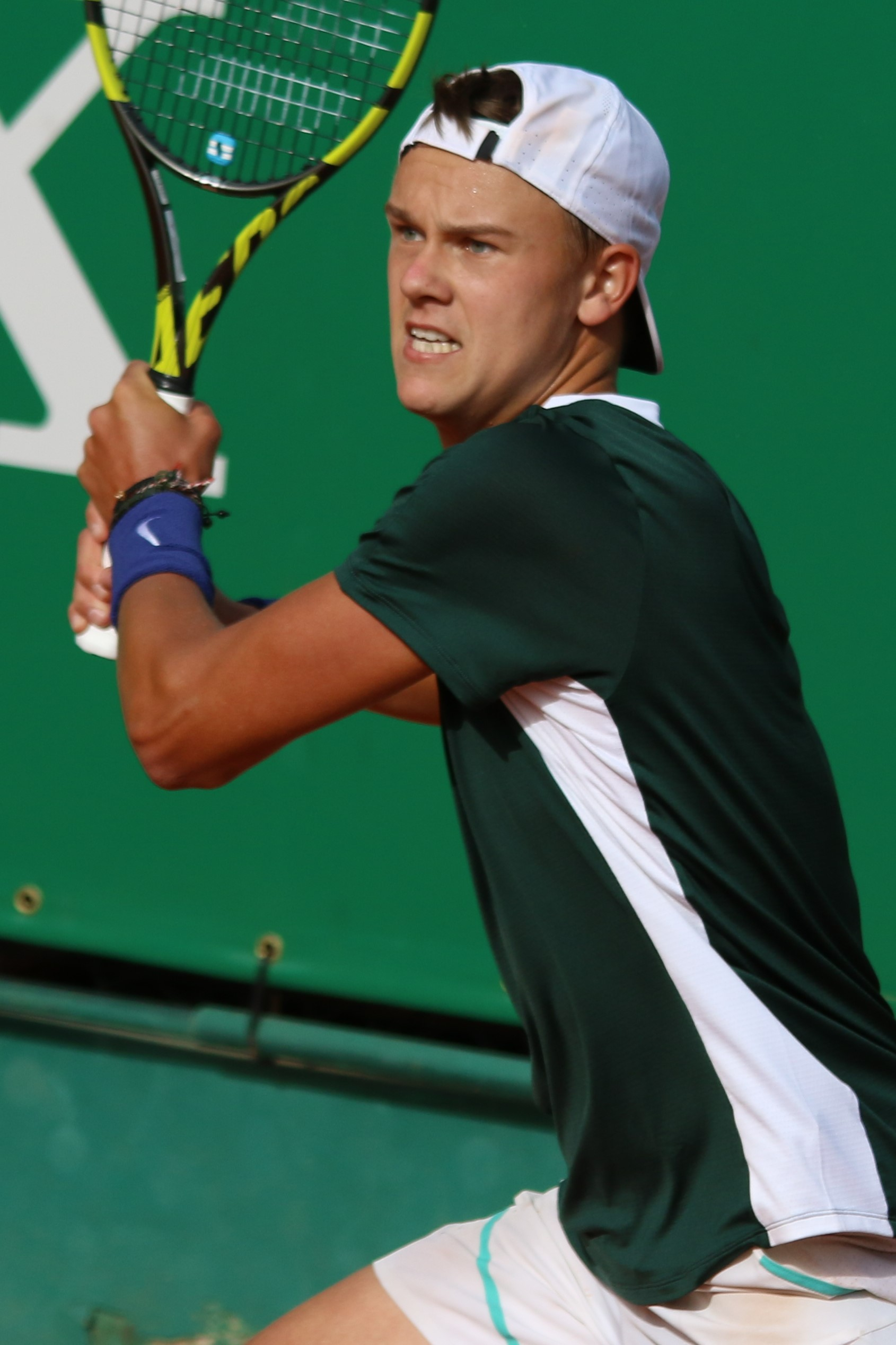
2022 год

На Открытом чемпионате Австралии 2022 года Руне в первом круге в пяти сетах уступил корейцу Квону Сун Ву.
Весной 2022 года выиграл свой первый титул на турнирах ATP — в Мюнхене Руне не отдал соперникам ни одного сета, а во втором круге обыграл третью ракетку мира Александра Зверева (6:3, 6:2). Во второй половине мая дошёл до полуфинала турнира ATP 250 в Лионе, где уступил 11-й ракетке мира Кэмерону Норри (2:6, 7:5, 4:6). 16 мая поднялся на 40-е место в мировом рейтинге.
На дебютном Открытом чемпионате Франции 2022 года 19-летний Руне сумел выиграть свой первый матч в основной сетке турнира Большого шлема, обыграв в трёх сетах 14-го сеянного Дениса Шаповалова. Затем Руне в трёх сетах обыграл Хенри Лааксонена и Юго Гастона. В четвёртом круге сенсационно победил 4-ю ракетку мира Стефаноса Циципаса (7:5, 3:6, 6:3, 6:4) и вышел 1/4 финала, где проиграл в четырёх сетах Касперу Рууду. После турнира впервые вошёл в топ-30 рейтинга.
После Открытого чемпионата Франции Руне потерпел 6 поражений подряд, включая проигрыш в первом круге Уимблдона. На Открытом чемпионате США Руне проиграл в третьем круге в трёх сетах девятой ракетке мира Кэмерону Норри (5:7, 4:6, 1:6). В начале октября Руне вышел в финал турнира ATP 250 на харде в зале в Софии, где проиграл Марку-Андреа Хюслеру. В середине октября выиграл турнир ATP 250 в Стокгольме, победив в финале пятую ракетку мира Циципаса (6:4, 6:4). На следующей неделе дошёл до финала турнира ATP 250 в Базеле, где проиграл девятой ракетке мира Феликсу Оже-Альяссиму.
В начале ноября на турнире серии ATP Masters 1000 в Париже в матче первого круга против Стэна Вавринки Руне отыграл три матчбола. После этого обыграл пять подряд теннисистов из топ-10 рейтинга: Хуберта Хуркача (7:5, 6:1), Андрея Рублёва (6:4, 7:5), первую ракетку мира Карлоса Алькараса (6:3, 6:6, отказ), Феликса Оже-Альяссима (6:4, 6:2) и в финале Новака Джоковича (3:6, 6:3, 7-5). Это был первый случай в истории, когда теннисист обыграл на одном турнире пять игроков топ-10 (не считая итоговых турниров, где выступают только лидеры рейтинга). 19-летний Руне, который ранее никогда не проходил далее второго круга на турнирах ATP Masters 1000, стал самым молодым с 1986 года победителем турнира в Париже. Год Руне завершил на 11-м месте в рейтинге (39 побед и 24 поражения), хотя начинал его за пределами топ-100. Руне стал датским теннисистом с самым высоким в истории рейтингом в мужском одиночном разряде.

#### 2023 год
На Открытом чемпионате Австралии Руне был посеян под 9-м номером и дошёл до 4-го круга, где за 3 часа и 38 минут уступил пятому сеянному Андрею Рублёву на чемпионском тай-брейке — 3-6, 6-3, 3-6, 6-4, 6-7(9). В пятом сете Руне вёл 5:2, не подал на матч, затем не реализовал два матчбола на подаче Рублёва при счёте 6-5, а также упустил преимущество 5-0 и 7-3 на тай-брейке. По итогам турнира Руне поднялся на высшее в карьере 9-е место в рейтинге.
Вышел в финал на турнире в Монте-Карло, где проиграл Андрею Рублёву — 7-5, 2-6, 5-7. Выиграл турнир в Мюнхене (ATP 250), в финале обыграв Ботика ван де Зандсухульпа — 6-4, 1-6, 7-6. В финале турнира в Риме (ATP 1000) проиграл Даниилу Медведеву 5-7,5-7. На Ролан Гарросе в четвертьфинале проиграл Касперу Рууду — 1-6, 2-6, 6-3, 3-6. По итогам грунтового сезона 2023 года Руне поднялся на 6-ю строчку мирового рейтинга.
Травяной сезон начался с поражения в полуфинале в Лондоне (ATP 500) от Алекса де Минора — 3-6, 6-7.

## Рейтинг на конец года
| Год  | Одиночный рейтинг | Парный рейтинг |
| 2024 | 13                | 332            |
| 2023 | 8                 | 580            |
| 2022 | 11                | 188            |
| 2021 | 103               | 2053           |
| 2020 | 473               | 1093           |
| 2019 | 1019              |                |

## Выступления на турнирах

### Финалы турнировATPв одиночном разряде (11)

#### Победы (5)
| Легенда                     |
| --------------------------- |
| Турниры Большого шлема (0)* |
| Итоговый турнир ATP (0)     |
| ATP Мастерс 1000 (1)        |
| АТР 500 (1)                 |
| АТР 250 (3)                 |

| Титулы по покрытиям | Титулы по месту проведения матчей турнира |
| ------------------- | ----------------------------------------- |
| Хард (2)*           | Зал (2)                                   |
| Грунт (3)           | Зал (2)                                   |
| Трава (0)           | Открытый воздух (3)                       |
| Ковёр (0)           | Открытый воздух (3)                       |

* количество побед в одиночном разряде.
| №  | Дата            | Турнир               | Покрытие   | Соперник в финале      | Счёт           |
| 1. | 1 мая 2022      | Мюнхен, Германия     | Грунт      | Ботик ван де Зандсхюлп | 3-4 — отказ    |
| 2. | 23 октября 2022 | Стокгольм, Швеция    | Хард (зал) | Стефанос Циципас       | 6-4 6-4        |
| 3. | 6 ноября 2022   | Париж, Франция       | Хард (зал) | Новак Джокович         | 3-6 6-3 7-5    |
| 4. | 23 апреля 2023  | Мюнхен, Германия (2) | Грунт      | Ботик ван де Зандсхюлп | 6-4 1-6 7-6(3) |
| 5. | 20 апреля 2025  | Барселона, Испания   | Грунт      | Карлос Алькарас        | 7-6(6) 6-2     |

#### Поражения (6)
| №  | Дата            | Турнир              | Покрытие   | Соперник в финале   | Счёт        |
| 1. | 2 октября 2022  | София, Болгария     | Хард (зал) | Марк-Андреа Хюслер  | 4-6 6-7(8)  |
| 2. | 30 октября 2022 | Базель, Швейцария   | Хард (зал) | Феликс Оже-Альяссим | 3-6 5-7     |
| 3. | 16 апреля 2023  | Монте-Карло, Монако | Грунт      | Андрей Рублёв       | 7-5 2-6 5-7 |
| 4. | 21 мая 2023     | Рим, Италия         | Грунт      | Даниил Медведев     | 5-7 5-7     |
| 5. | 7 января 2024   | Брисбен, Австралия  | Хард       | Григор Димитров     | 6-7(5) 4-6  |
| 6. | 16 марта 2025   | Индиан-Уэлс, США    | Хард       | Джек Дрейпер        | 2-6 2-6     |

## История выступлений на турнирах
По состоянию на 9 июня 2025 года
Для того, чтобы предотвратить неразбериху и удваивание счета, информация в этой таблице корректируется только по окончании турнира или по окончании участия там данного игрока.
| Турнир                       | 2021          | 2022          | 2023   | 2024  | 2025  | Итог   | В/П за карьеру |
| ---------------------------- | ------------- | ------------- | ------ | ----- | ----- | ------ | -------------- |
| Турниры Большого шлема       |               |               |        |       |       |        |                |
| Открытый чемпионат Австралии | -             | 1Р            | 4Р     | 2Р    | 4Р    | 0 / 4  | 7-4            |
| Открытый чемпионат Франции   | -             | 1/4           | 1/4    | 4Р    | 4Р    | 0 / 4  | 13-4           |
| Уимблдонский турнир          | -             | 1Р            | 1/4    | 4Р    |       | 0 / 3  | 7-3            |
| Открытый чемпионат США       | 1Р            | 3Р            | 1Р     | 1Р    |       | 0 / 4  | 1-4            |
| Итог                         | 0 / 1         | 0 / 4         | 0 / 4  | 0 / 4 | 0 / 2 | 0 / 15 |                |
| В/П в сезоне                 | 0-1           | 5-4           | 10-4   | 7-4   | 6-2   |        | 28-15          |
| Итоговые турниры             |               |               |        |       |       |        |                |
| Итоговый турнир ATP          | -             | -             | Группа | -     |       | 0 / 1  | 1-2            |
| Турниры Мастерс              |               |               |        |       |       |        |                |
| Индиан-Уэлс                  | 1Р            | 2Р            | 3Р     | 1/4   | Ф     | 0 / 5  | 9-5            |
| Майами                       | -             | К1            | 4Р     | 2Р    | 2Р    | 0 / 3  | 2-3            |
| Монте-Карло                  | 1Р            | 2Р            | Ф      | 1/4   | 1Р    | 0 / 5  | 6-5            |
| Мадрид                       | -             | -             | 3Р     | 3Р    | 2Р    | 0 / 3  | 2-3            |
| Рим                          | -             | К1            | Ф      | 3Р    | 3Р    | 0 / 3  | 7-3            |
| Монреаль/Торонто             | -             | 2Р            | 2Р     | 3Р    |       | 0 / 3  | 3-3            |
| Цинциннати                   | -             | 1Р            | 2Р     | 1/2   |       | 0 / 3  | 4-3            |
| Шанхай                       | Не проводился | Не проводился | 2Р     | 4Р    |       | 0 / 2  | 2-2            |
| Париж                        | -             | П             | 1/4    | 1/2   |       | 1 / 3  | 12-2           |
| Статистика за карьеру        |               |               |        |       |       |        |                |
| Проведено финалов            | 0             | 5             | 3      | 1     | 2     |        | 11             |
| Выиграно турниров АТП        | 0             | 3             | 1      | 0     | 1     |        | 5              |
| В/П: всего                   | 7-13          | 39-24         | 44-24  | 45-23 | 20-12 |        | 159-97         |
| Σ % побед                    | 35 %          | 62 %          | 65 %   | 66 %  | 63 %  |        | 62,1 %         |

К — проигрыш в квалификационном турнире.

## Победы над теннисистами из топ-10
По состоянию на 9 июня 2025 года
- У Руне рекорд 20-24 против игроков, которые на момент проведения матча входили в топ-10.

| Сезон | 2018 | 2019 | 2020 | 2021 | 2022 | 2023 | 2024 | 2025 | Всего |
| Побед | 0    | 0    | 0    | 0    | 9    | 5    | 2    | 4    | 20    |

| №    | Игрок               | Рейтинг | Турнир                     | Покрытие   | Этап       | Счёт                  | Рейтинг Руне |
| ---- | ------------------- | ------- | -------------------------- | ---------- | ---------- | --------------------- | ------------ |
| 2022 |                     |         |                            |            |            |                       |              |
| 1.   | Александр Зверев    | 3       | Мюнхен, Германия           | Грунт      | 2-й раунд  | 6-3, 6-2              | 70           |
| 2.   | Стефанос Циципас    | 4       | Открытый чемпионат Франции | Грунт      | 4-й раунд  | 7-5, 3-6, 6-3, 6-4    | 40           |
| 3.   | Янник Синнер        | 10      | София, Болгария            | Хард (зал) | 1/2 финала | 5-7, 6-4, 5-2 - отказ | 31           |
| 4.   | Стефанос Циципас    | 5       | Стокгольм, Швеция          | Хард (зал) | Финал      | 6-4, 6-4              | 27           |
| 5.   | Хуберт Хуркач       | 10      | Париж, Франция             | Хард (зал) | 2-й раунд  | 7-5, 6-1              | 18           |
| 6.   | Андрей Рублёв       | 9       | Париж, Франция             | Хард (зал) | 3-й раунд  | 6-4, 7-5              | 18           |
| 7.   | Карлос Алькарас     | 1       | Париж, Франция             | Хард (зал) | 1/4 финала | 6-3, 6-6 - отказ      | 18           |
| 8.   | Феликс Оже-Альяссим | 8       | Париж, Франция             | Хард (зал) | 1/2 финала | 6-4, 6-2              | 18           |
| 9.   | Новак Джокович      | 7       | Париж, Франция             | Хард (зал) | Финал      | 3-6, 6-3, 7-5         | 18           |
| 2023 |                     |         |                            |            |            |                       |              |
| 10.  | Даниил Медведев     | 5       | Монте-Карло, Монако        | Грунт      | 1/4 финала | 6-3, 6-4              | 9            |
| 11.  | Янник Синнер        | 8       | Монте-Карло, Монако        | Грунт      | 1/2 финала | 1-6, 7-5, 7-5         | 9            |
| 12.  | Новак Джокович      | 1       | Рим, Италия                | Грунт      | 1/4 финала | 6-2, 4-6, 6-2         | 7            |
| 13.  | Каспер Рууд         | 4       | Рим, Италия                | Грунт      | 1/2 финала | 6-7(2), 6-4, 6-2      | 7            |
| 14.  | Стефанос Циципас    | 6       | Итоговый турнир ATP        | Хард (зал) | Группа     | 2-1 - отказ           | 8            |
| 2024 |                     |         |                            |            |            |                       |              |
| 15.  | Григор Димитров     | 9       | Монте-Карло, Монако        | Грунт      | 3-й раунд  | 7-6(9), 3-6, 7-6(2)   | 7            |
| 16.  | Алекс де Минор      | 10      | Париж, Франция             | Хард (зал) | 1/4 финала | 6-4, 4-6, 7-5         | 13           |
| 2025 |                     |         |                            |            |            |                       |              |
| 17.  | Стефанос Циципас    | 9       | Индиан-Уэлс, США           | Хард       | 4-й раунд  | 6-4, 6-4              | 13           |
| 18.  | Даниил Медведев     | 6       | Индиан-Уэлс, США           | Хард       | 1/2 финала | 7-5, 6-4              | 13           |
| 19.  | Каспер Рууд         | 10      | Барселона, Испания         | Грунт      | 1/4 финала | 6-4, 6-2              | 13           |
| 20.  | Карлос Алькарас     | 2       | Барселона, Испания         | Грунт      | Финал      | 7-6(6), 6-2           | 13           |